# Magdalena Gerger
Magdalena Gerger, född 9 februari 1964, är en svensk civilekonom och företagsledare.
Magdalena Gerger utbildade sig till civilekonom på Handelshögskolan i Stockholm. Hon är styrelseordförande i Nefab och styrelseledamot i Investor och i Peab samt i ett bolag listat på börsen i Storbritannien. Hon är ordförande i British-Swedish Chamber of Commerce och hon har ett förflutet som styrelseledamot i t.ex Ikea (Ingka Holding BV), Husqvarna och Ahlsell. Hon är sedan 2020 ordförande i Kungl. Ingenjörsvetenskapsakademiens (IVA) Näringslivsråd och rådgivare i hållbarhetsfrågor till Volkswagen Groups koncernchef i Sustainability Council. Hon är styrelseledamot i Konungens Stiftelse för Ungt Ledarskap. Gerger har varit verksam under 14 år i Storbritannien och i Europa och 20 år med Sverige som bas. 2024 tilldelades hon H.M. Konungens medalj 12e storleken högblått band.  
Hon har varit divisionschef och produktions- innovations- och marknadsdirektör på Arla, Nestlé, ICI Paints samt Procter & Gamble. Hon har också arbetat inom Grand Metropolitan/Diageo med främst livsmedel som Häagen-Dazs glass samt drycker. Gerger gick Ruter Dam-programmet 2006. I april 2009 tillträdde hon som verkställande direktör för Systembolaget och arbetade med Systembolagets kundorienterade service, breddning av sortimentet, kvalitetsarbete och lanserandet av on-line butik och hemleveranstjänst. Gerger lämnade rollen i kvartal ett 2022 för styrelsearbete.
Magdalena Gerger utsågs till Årets Ruter Dam 2009.
Gerger hamnade på femte plats bland näringslivets mäktigaste kvinnor av Veckans Affärer. 
Den 7 augusti 2015 sommarpratade Magdalena Gerger i P1.